# Eponisiella suisapana
Eponisiella suisapana är en insektsart som först beskrevs av Ronald Gordon Fennah 1956.  Eponisiella suisapana ingår i släktet Eponisiella och familjen Meenoplidae. Inga underarter finns listade i Catalogue of Life.